# Émile Champion
Émile Julien Champion (ur. 23 marca 1879 w Laval, zm. 4 sierpnia 1934 w Bordeaux) – francuski lekkoatleta specjalizujący się w biegach długodystansowych.
Reprezentował barwy Francji na rozegranych w 1900 r. w Paryżu letnich igrzyskach olimpijskich, podczas których zdobył srebrny medal w biegu maratońskim (z czasem 3:04:17).